# もしも これが恋なら
「もしも これが恋なら」（もしも これがこいなら）は、2015年9月30日に発売された風男塾の15thシングルである。

## 概要
今作でオリコン週間ランキングトップ10に7作連続、通算9作目（「中野風女シスターズ」名義のシングルを合わせると10作目」）のランクインを果たした。
MVには、風男塾メンバーの他にモデルの「りりか」が出演。
メンバーは、青明寺浦正、緑川狂平、赤園虎次郎、瀬斗光黄、愛刃健水、雪村涼真、仮屋世来音。
2015年10月14日のライブをもって卒業となったメンバーの雪村涼真にとってのラストシングル。

## 収録曲
テイチクレコード公式サイト内の紹介ページによる。

### 通常盤
1. もしも これが恋なら
  - 作詞：FLaF/作曲：Albi Albertsson・Daichi/編曲：Shinobu Narita
  - フジテレビ系「志村座」2015年9月度エンディングテーマ
2. SAMURAI
  - 作詞：HANAWA/作曲：youwhich・Shunsuke Harada・Para Shoot/編曲：Shinobu Narita
3. かざみどり
  - 作詞：miyakei/作曲：DAICHI・Carlos Okabe・THE APPLE OF MY EYE/編曲：Shinobu Narita

4トラック目から6トラック目は、それぞれ上記3曲のインストゥルメンタル曲となっている。

### 限定盤
収録曲はいずれも以下の通りとなっている。
1. もしも これが恋なら
2. かざみどり

- 限定盤A（「もしも これが恋なら」ミュージックビデオ収録のDVD付き）
- 限定盤B（上記限定盤Aのミュージックビデオのメイキング映像収録のDVD付き）